# 生体センサー
生体センサー（せいたいセンサー）は、生物の持つ心拍数・体温・姿勢といった情報を、人間が扱える測定情報として計測する装置のことである。

## 概要
生体から発せられる様々な値を数値化する。体温や鼓動、血圧や心拍のような物理量を計測するセンサや血糖値のように化学的な値を計測するセンサもある。血圧計のように着用して計測するセンサやマイクロ波やミリ波のドップラー効果を利用して鼓動や心拍数を計測する非接触式のセンサもある。

## 代表的な生体センサー
医療用
- モーションセンサ
- 血圧センサ
- 血中酸素濃度センサ
- 呼吸センサ
- 水分センサ
- 温度センサ
- 血糖センサ
- 心電図センサ
- イメージセンサ
- 慣性センサ
- 圧力センサ
- 離床センサ

民生用
- リストウォッチ型
  - 心拍数計
  - 活動量計
  - 加速度センサ（睡眠検知等）
  - 血中酸素飽和度センサ
- グラス型
  - 赤外線センサー
  - カメラ（視線検知等）
  - 眼電位センサ
  - 加速度センサ（頭部動作等）
- ベッド型
  - モーションセンサ（寝返り検知等）
  - 超音波距離センサ・離床センサ
  - 温度センサ
- 指輪・アクセサリ型
  - UVセンサ
  - 光電脈波センサ
- その他
  - 臭いセンサ
  - 筋電センサ
  - 人感センサ